# 喬治·尚
喬治·尚（法語：Georges Jean，1920年9月16日—2011年12月19日）是一位法國詩人、語言學家、符號學家兼兒童文學作家。

## 生平
喬治·尚出生於法國法蘭琪-康堤大區首府貝桑松，早年學習哲學，之後就讀於里昂人文社會科學高等師範學院。從1967至1981年，他以教授的身份在利曼大學講授語言學、符號學和詩文。他是國際兒童詩文中心（Centre international poésie-enfance）的負責人，並為此參與戲劇創作部長委員會。此外，他還任教於國立高等圖書館暨資訊科學學校。一位著述頗豐的作家，出版作品70餘部，包括諸多詩文集、隨筆集以及有關詩歌和教育學的理論著作。
他所著的—出版於1982年—獲得義大利波隆那童書展新秀評論家入圍獎（Premio Critici in Erba «Menzioni»）。另一本著作，出自「加利瑪發現文庫」，曾是法國暢銷書之一，並被翻譯成20多種語言，包括中文。

## 部份著述
- [6]
  - 《文字與書寫：思想的符號》，「發現之旅」（#01），臺北：時報文化，1994
  - 《文字與書寫：思想的符號》，「發現之旅」（#01），上海：上海書店出版社，2001